# Mare Insularum
Mare Insularum (Mar de Islas) es un mar lunar localizado en la cuenca Insularum, justo al sur del Mare Imbrium. 
Sus coordenadas selenográficas son de 30.9° Longitud Oeste, 7.5° Latitud Norte. Tiene unos 513 km de diámetro. 
El material de la cuenca es del periodo Ímbrico Inferior, junto con material del periodo Ímbrico Superior. El mar está rodeado por el cráter Copérnico al este, y el cráter Kepler. El Oceanus Procellarum se le une al suroeste.
Copérnico es uno de los cráteres más visibles de la Luna. Los rayos tanto de Copérnico como de Kepler se extienden hacia el mar. Se localiza próximo al cráter Fra Mauro.
Sinus Aestuum forma una extensión al noreste del mar.